# Pedro Caixinha
Pedro Miguel Faria Caixinha (Beja, 15 de Novembro de 1970) é um treinador e ex-futebolista português que atuava como goleiro. Atualmente está sem clube.
Ele começou a sua carreira logo após se aposentar, como assistente no Sporting, Al-Hilal, Panathinaikos, Rapid București e na Seleção Saudita. Em 2010 se tornou treinador efetivo, trabalhando em clubes de vários países, como Santos Laguna, Al-Gharafa, Rangers e Cruz Azul.

## Carreira

### Portugal
Depois de uma carreira tímida como jogador, Caixinha começou sua trajetória como treinador aos 28 anos de idade, sua primeira equipa foi o Beja, onde havia se aposentado, ele comandou a equipe das categorias de base do clube por quatro anos. Em 2003, ele se transferiu para a equipa amadora do Vasco da Gama, onde ficou encarregado do plantel de seniores.
Após somente uma época no comando da equipa de Vidigueiras, Caixinha começou uma parceria profissional com José Peseiro que duraria até o final da década, onde ele foi assistente de Peseiro em várias equipas – notavelmente o Sporting – e a Seleção Saudita. Na época 2010–11 ele voltou a actuar como treinador principal e fez sua estreia na Primeira Liga, treinando o U.D. Leiria que termina o campeonato na décima posição.
Caixinha pediu demissão após apenas três jogos na época seguinte, em meio a rumores de que a equipa estava sem pagar os salários dele e de seus jogadores. Ele assina com o Nacional, e termina o campeonato em sétimo lugar, com 10 jogos ganhos dos 21 em que comandou a equipa.
Em 11 de Outubro de 2012, Caixinha pediu demissão após somar apenas cinco pontos em seis partidas, o que deixou a equipa a apenas duas colocações de ser despromovido.

### Santos Laguna
Em Outubro de 2012, Caixinha aceitou uma oferta do clube mexicano Santos Laguna. Em seu primeiro torneio nacional, ele classificou a equipa para a Liguilla da Clausura na Liga MX. e conseguiu chegar a final da competição de clubes mais importante da confederação, a Liga dos Campeões da CONCACAF.
Caixinha deixou a equipa em 15 de Agosto de 2015, após conquistar três títulos importantes.

### Rangers
Em 11 de Março de 2017, Caixinha assinou um contrato de três anos como o Rangers da Scottish Premiership, o treinador interino, Graeme Murty ficou encarregado da equipa num Old Firm que foi disputado um dia após a assinatura do contrato, Tendo Caixinha começado a trabalhar no dia 13 de Março. Sua estreia ocorreu cinco dias depois, numa vitória em casa por 4–0 diante do Hamilton Academical.
Em 29 de Abril de 2017, Caixinha sofreu uma derrota recorde em casa contra o Celtic, por 1–5. Em 17 de Maio, a equipa perdeu para o Aberdeen em Ibrox pela primeira vez em 26 anos, eventualmente terminado o campeonato em terceiro lugar e com 39 a menos que os campeões, Celtic.
Começando a época 2017–18, Caixinha treinou o Rangers na primeira época europeia da equipa desde 2012 por eles terem se classificado para a primeira fase qualificatória da UEFA Europa League e enfrentaram a equipa luxembuguesa do FC Progrès Niederkorn, ganhando em casa por 1–0 mas perdendo por 2–0 fora contra uma equipa que nunca havia vencido uma partida e havia marcado apenas um golo, em competições europeias. Mais tarde naquele ano, a equipa venceu o Dunfermline Athletic e o Partick Thistle nas eliminatórias da Taça da Liga Escocesa, antes de perder por 2–0 em Hampden para o Motherwell in nas meias-finais; tanto Caixinha, quanto Stephen Robinson, treinador do Motherwell acabaram sendo expulsos pelo comportamento a beira do relvado.
Em 26 de Outubro de 2017, após um empate em casa por 1–1 contra o último colocado Kilmarnock, Caixinha foi demitido pelo Rangers, tendo actuado por 229 dias, tornando-se o treinador com menos partidas pelo clube, ele havia sido o 17º treinador do Rangers. Sua passagem pela equipa foi descrita como "uma bagunça desesperada do começo ao fim", pelo jornalista da BBC Scotland, Tom English.

### Cruz Azul
Em 5 de Dezembro de 2017, o Cruz Azul anunciou a contratação de Caixinha para o torneio Clausura seguinte. A equipa venceu a Copa MX na Apertura de 2018, com o placard final de 2–1 sobre o Monterrey em 31 de Outubro. A equipa também chegou a final da Liga Mexicana, onde foram derrotados por 2–0 no agregado para o Club América.
Em 14 Julho de 2019, Caixinha vence a Supercopa MX aplicando 4–0 sobre o Necaxa em Los Angeles. Na Apertura do mesmo ano a equipa venceu somente dois dos oito primeiros jogos, e ele pediu demissão em 2 de Setembro após empatar em 1–1 com o Guadalajara.

### Red Bull Bragantino
Em dezembro de 2022, o clube brasileiro Red Bull Bragantino anunciou a contratação de Caixinha, que assinou um contrato válido até dezembro de 2024.
Em 27 de outubro de 2024, o Bragantino anunciou a saída de Caixinha, após sequência de resultados ruins e o forte possibilidade de rebaixamento no Campeonato Brasileiro de 2024. O português deixa o comando técnico com 50 vitórias, 38 empates e 36 derrotas nos 124 jogos em que esteve à frente do clube de Bragança Paulista. Com Caixinha, o Massa Bruta chegou a duas semifinais de Campeonato Paulista (2023 e 2024) e teve sua melhor participação na história do Brasileirão de pontos corridos (2023).

### Santos
Em 23 de dezembro de 2024, foi anunciado como novo técnico do Santos. O cargo estava vago desde a saída de Fábio Carille, após o título da Série B de 2024, mais de um mês atrás. Foi demitido do comando do clube no dia 14 de Abril de 2025, após resultados abaixo do esperado.

## Títulos como treinador
Santos Laguna
- Liga MX: Clausura 2015
- Copa MX: Apertura 2014
- Campeón de Campeones: 2015

Cruz Azul
- Copa MX: Apertura 2018[16]
- Supercopa MX: 2019[18]

### Prêmios individuais
- Treinador do mês do Campeonato Brasileiro: setembro de 2023[24], outubro de 2023[25]